# Eyremeergrassluiper
De Eyremeergrassluiper (Amytornis goyderi) is een zangvogel uit de familie Maluridae (elfjes).

## Verspreiding en leefgebied
Deze soort is endemisch in centraal Australië nabij het Eyremeer en de Simpsonwoestijn.

## Status
De grootte van de populatie is niet gekwantificeerd maar de soort wordt omschreven als plaatselijk algemeen. Op de Rode lijst van de IUCN heeft deze soort de status niet bedreigd.